# Herpobasidium
Herpobasidium Lind (wrzodek) – rodzaj grzybów z rodziny Eocronartiaceae. Znane są 4 gatunki, w Polsce występuje jeden.

## Systematyka i nazewnictwo
Pozycja w klasyfikacji według Index Fungorum: Eocronartiaceae, Platygloeales, Incertae sedis, Pucciniomycetes, Pucciniomycotina, Basidiomycota, Fungi.
Polską nazwę nadał Władysław Wojewoda w 1977 r.
Gatunki:
- Herpobasidium abnorme Oberw. & K. Wells 1985
- Herpobasidium australe Oberw. & Bandoni 1984
- Herpobasidium filicinum (Rostr.) Lind 1908 – wrzodek paprociowy
- Herpobasidium struthiopteridis (Rostr.) Lind 1913

Wykaz gatunków i nazwy naukowe na podstawie Index Fungorum. Nazwy polskie według Władysława Wojewody.